# Урановые минералы
Ура́новые минера́лы (минералы урана, минералогия урана, урановая минерализация) — группа минералов, в состав которых входит элемент № 92 U. Они важны для минералогии, горного дела, охраны здоровья и природы. Уран является элементом-индикатором многих геологических процессов. Большая часть минералов урана встречается в малом количестве и является минералогической редкостью.

## История
Минералог и химик И. Р. Герман в 1859 году составил первую сводку по урановым минералам (силикаты урана).
В России первым крупным источником урановых минералов был Туя-Муюнский радиевый рудник. Академики В. И. Вернадский и А. Е. Ферсман организовали его комплексное исследование.
В СССР урановыми минералами особенно заинтересовались в 1946 году после Постановления СМ СССР No 628—259 «О премиях за открытие новых месторождений урана и тория».

## Описание
Урановые минералы встречаются в урановых рудах, которые содержат уран в концентрациях, количествах и соединениях, при которых его промышленная добыча экономически целесообразна.
Уран является элементом с самым большим номером из встречающихся в больших количествах. Содержание в земной коре составляет 0,00027 % (вес.), концентрация в морской воде — 3,2 мкг/л (по другим данным, 3,3·10-7%). Количество урана в литосфере оценивается в 3 или 4·10−4%.
Основная масса урана находится в кислых породах с высоким содержанием кремния. Значительная масса урана сконцентрирована в осадочных породах, особенно богатых органикой. В больших количествах как примесь уран присутствует в ториевых и редкоземельных минералах (алланит (Ca,LREE,Th)2(Al,Fe+3)3[SiO4][Si2O7]OOH, монацит (La,Ce)PO4, циркон ZrSiO4, ксенотим YPO4 и др.). Важнейшими урановыми рудами являются настуран (урановая смолка, уранинит) и карнотит.
Основными минералами-спутниками минералов урана являются молибденит MoS2, галенит PbS, кварц SiO2, кальцит CaCO3, гидромусковит и др.

## Типы
Минералы, в которых содержится уран, в зависимости от концентрации элемента делятся на два типа: урановые и содержащие малое количество урана:
урановые
- окислы урана (безводные и водные)
- силикаты урана
- карбонаты урана
- сульфаткарбонаты урана
- сульфаты урана
- фосфаты урана
- арсенаты урана
- ванадаты урана
- молибдаты урана

ураносодержащие
- Органические соединения урана
- Силикаты тория, содержащие уран
- Танталониобаты, содержащие уран
- Тантаты, содержащие уран

Собственные минералы урана отчетливо делятся на:
- первичные минералы U(IV) — содержат уран в форме иона U4+. Основные минералы — безводные оксиды.
- вторичные минералы U(VI) — соответствуют зоне окисления и характеризуются яркой (желтой, зелёной, оранжевой, белой и т. д.) окраской, свойственной солям уранила.

## Методы
Минералы урана и их состав определяются различными методами:
- радиометрические;
- люминесцентные[8];
- радиографические;
- метод отпечатка;
- химический анализ;
- оптические и электронно-микроскопические;
- спектральный анализ;
- кристаллохимический.

## Список минералов

### А-В
- Алданит
- Ампангабеит
- Андерсонит
- Аутенит (отенит)
- Бассетит
- Бейлиит
- Беккерелит
- Бета-уранопилит
- Бета-уранотил
- Бетафит
- Билльетит
- Бломстрандин
- Бломстрандит
- Брагит-фергюсонит
- Браннерит
- Брёггерит
- Вальпургит
- Ванденбрандеит
- Вандендрисшеит
- Виикит
- Водородный отенит
- Водородный ураноспинит
- Водный титанониобат урана
- Водный уранофосфат висмута

### Г-Д
- Гатчеттолит
- Гидратизированный настуран — настуран IV
- Гиельмит
- Гильпинит-иоганнит
- Гидроторит
- Готиерит[9]
- Гуммит
- Гуммиэрц-гуммит
- Дакеит-шрёкингерит
- Давидит
- Девиндгит
- Делоренцит
- Джалмаит
- Джилпинит-иоганнит
- Дидерихит
- Дюмонтит

### И-К
- Иоганнит
- Иригинит
- Иттриалит
- Иттроколумбит
- Игтрокразит
- Иттротанталит
- Ишикаваит
- Казолит
- Кальциевый карнотит — тюямунит
- Кальциосамарскит
- Карбуран
- Карнотит
- Кларкеит
- Клевеит
- Кобеит
- Корацит-гуммит
- Коффинит
- Кохелит
- Купросклодовскит
- Кюрит

### Л-М
- Ламбертит-уранофан
- Лермонтовит
- Либигит-ураноталит
- Линдокит
- Лодочникит
- Майтландит
- Макинтошит
- Масюйит
- Меджидит
- Медный уранат-торбернит
- Менделеевит
- Метаторбернит
- Метацейнерит
- Микролит (минерал)
- Молуранит
- Мышьяковистый салеит

### Н-Р
- Настуран
- Настуран I
- Настуран II
- Настуран III
- Настуран IV — Настуран гидратизированный
- Ненадкевит
- Нивенит-клевеит
- Николайит
- Новачекит
- Оранжит
- Орлит
- Отенит
- Отунит-отенит
- Параскупит
- Парсонсит
- Пелигоит-иоганнит
- Пильбарит
- Пирохлор, Обручевит
- Писекит
- Питтинит-гуммит
- Плюмбомикролит
- Плюмбониобит
- Поликраз
- Пржевальскит
- Приорит
- Раббиттит
- Рандит-ураноталит
- Раувит
- Ренардит
- Резерфордин
- Ризёрит
- Ришетит (рихетит)

### С-Т
- Сабугалит
- Салеит
- Самарскит
- Самиресит
- Свартцит (швартцит)
- Сенжьерит
- Сипилит (см. фергусонит)
- Склодовскит
- Скупит
- Смешанные урановые слюдки
- Согренит
- Соддиит
- Стасит-девиндтит
- Студтит
- Танталгатчеттолит
- Тантал-поликраз
- Тантэвксенит
- Тирит-фергюсонит
- Тоддит
- Торбернит
- Торианит
- Торит
- Торогуммит
- Трёгерит
- Тухолит
- Тюямунит

### У
- Уванит
- Ульрихит-уранинит
- Умохоит
- Ураконит
- Уранинит и Уранинит I, II, III
- Урановая охра, циппеит, уранопилит
- Урановая смолка — урановая смоляная руда, урановая смоляная обманка — настуран
- Урановая чернь остаточная, регенерированная
- Урановая охра — ураконит
- Урановый купорос — иоганнит
- Урановые цветы-циппеит
- Уранолепидит-ванденбрандеит
- Ураномолибдат
- Уранопилит
- Урансодержащее углеродистое вещество
- Ураноспинит
- Ураносферит
- Ураноталит
- Уранотил — уранофан
- Ураноторианит
- Ураноторит
- Уранофан
- Уранофосфат висмута водный
- Уранохальцит
- Ураноцирцит
- Ураношпатит
- Уфертит

### Ф
- Ферганит
- Фергюсонит (Фергусонит)
- Ферриоранжит
- Ферриторит
- Ферриураноторит
- Фитингофит
- Флютерит-ураноталит
- Фоглианит
- Фоглит
- Форманит
- Фосфуранилит
- Фритчеит
- Фурмарьерит

### Х-Я
- Хальколит-торбернит
- Хлопинит
- Цейнерит
- Циппеит
- Шарпит
- Шварцит-свартцит
- Шёпит-скупит
- Шинколобвит-склодовскит
- Шрёкингерит
- Шуилингит
- Эвксенит
- Элиасит-гуммит
- Эльбрусит-(Zr)
- Эльсвортит
- Эналит
- Эпиянтинит
- Эшвегеит
- Янтинит
- Яхимовит-купросклодовскит

## Галерея
- Уранофан
- Отенит
- Карнотит
- Торбернит

## Минералоги урана
- Бетехтин, Анатолий Георгиевич
- Курбатов, Сергей Михайлович
- Лабунцов, Александр Николаевич
- Мелков, Вячеслав Гаврилович
- Ненадкевич, Константин Автономович
- Щербаков, Дмитрий Иванович
- и другие минералоги и геохимики.